# Mystic River (film)
Pour les articles homonymes, voir Mystic River.
Pour plus de détails, voir Fiche technique et Distribution.
Mystic River est un film américain réalisé par Clint Eastwood et sorti en 2003. C'est l'adaptation du roman du même nom de Dennis Lehane.

## Synopsis
Boston, en 1975. Jimmy Markum, Sean Devine et Dave Boyle sont trois amis d'enfance, mais un jour alors qu'ils jouaient dans la rue, Dave est enlevé par deux étranges policiers, sous les yeux de ses deux amis impuissants.
Pendant un temps, Jimmy bascula dans la délinquance, tandis que Sean choisit la voie de la police. De son côté, Dave se renferma sur lui-même, enchaîna les petits boulots et vécut longtemps chez sa mère avant d’épouser Celeste.
Mais un drame vient bouleverser leurs trajectoires : Katie, la fille de Jimmy, est retrouvée assassinée au fond d’un fossé. Dévasté, son père n’a plus qu’une obsession : la vengeance. De son côté, Sean, chargé de l’enquête, est persuadé d’avoir déjà le coupable tout désigné… Dave Boyle.

## Fiche technique
- Titre original et francophone : Mystic River
- Réalisation : Clint Eastwood
- Scénario : Brian Helgeland, d'après le roman Mystic River de Dennis Lehane
- Musique : Clint Eastwood
- Photographie : Tom Stern
- Montage : Joel Cox
- Décors : Henry Bumstead
- Costumes : Deborah Hopper
- Production : Clint Eastwood, Judie Hoyt (de), Robert Lorenz et Bruce Berman (en)
- Sociétés de production : Warner Bros., Malpaso Productions, Village Roadshow Pictures et NPV Entertainment
- Distribution : Warner Bros.
- Budget : 30 millions de dollars[1]
- Pays de production :  États-Unis
- Langue originale : anglais
- Format : Couleurs - 2,35:1 - DTS / Dolby Digital / SDDS - 35 mm
- Genre : drame, thriller, policier
- Durée : 137 minutes
- Dates de sortie[2] :
  - France : 23 mai 2003 (festival de Cannes - compétition officielle)
  - États-Unis : 8 octobre 2003
  - Belgique, France et Suisse romande : 15 octobre 2003
- Classification[3] :
  - États-Unis : R
  - France : interdit aux moins de 12 ans[4]
  - Canada et Suisse romande : interdit aux moins de 14 ans
- Affiche : Bill Gold (États-Unis)

## Distribution
- Sean Penn (VF : Emmanuel Karsen) : James « Jimmy » Markum
- Tim Robbins (VF : Bruno Choël) : David « Dave » Boyle
- Kevin Bacon (VF : Philippe Vincent) : l'inspecteur Sean Devine
- Laurence Fishburne (VF : Paul Borne) : le sergent Whitey Powers
- Marcia Gay Harden (VF : Maïté Monceau) : Celeste Boyle
- Laura Linney (VF : Ivana Coppola) : Annabeth Markum
- Kevin Chapman (VF : Philippe Peythieu) : Val Savage
- Adam Nelson (VF : Patrick Laplace) : Nick Savage
- Tom Guiry (en) (VF : Taric Mehani) : Brendan Harris
- Jonathan Togo (VF : Philippe Valmont) : Pete
- Kevin Conway (VF : Patrick Messe) : Theo
- Eli Wallach (VF : Georges Aubert) : M. Loonie  (non crédité)
- Emmy Rossum (VF : Agathe Schumacher) : Catherine « Katie » Markum
- Jenny O'Hara (en) (VF : Marion Game) : Esther Harris
- Connor Paolo : Sean jeune
- Tori Davis (VF : Chantal Baroin) : Lauren Devine
- John Doman : le conducteur
- Spencer Treat Clark : Raymond « Ray » Harris Jr.
- Dennis Lehane : un homme en voiture à la parade (caméo)

Sources et légende : version française (VF) sur Allodoublage

## Production

### Genèse et développement
Le roman Mystic River de Dennis Lehane est publié en 2001. Clint Eastwood en découvre le synopsis à la dernière page d'un journal. Pour le script du film, le réalisateur fait appel au scénariste Brian Helgeland, avec lequel il a collaboré pour sa précédente réalisation Créance de sang (2002).

### Attribution des rôles
Clint Eastwood a expliqué que Sean Penn, Tim Robbins et Kevin Bacon étaient ses premiers choix pour les rôles principaux, Michael Keaton avait cependant été un temps envisagé pour le rôle de Sean, avant qu'il revienne à Kevin Bacon. Par ailleurs, Forest Whitaker, qui avait déjà collaboré avec Clint Eastwood dans Bird (1988), est d'abord choisi pour incarner Whitey Powers. Cependant, en raison d'autres projets, l'acteur devra finalement quitter le film, au profit de Laurence Fishburne.
Eli Wallach, qui avait tourné avec Clint Eastwood dans Le Bon, la Brute et le Truand (1966), tient ici le petit rôle de l'épicier, M. Loonie.

### Tournage
Des producteurs exécutifs de Warner Bros. voulaient initialement tourner le film à Toronto au Canada, pour des raisons financières. Cependant, Clint Eastwood exigea que le tournage ait lieu au même endroit que dans le roman : dans le Massachusetts. Le tournage a eu lieu du 26 septembre 2002 au 17 novembre 2002, principalement à Boston (Long Crouch Woods, East Boston, Charlestown, Jamaica Plain, South Boston, Dorchester, Mattapan) ainsi que dans quelques autres villes du Massachusetts (Chelsea, Canton).

### Musique
Après des années de collaboration avec Lennie Niehaus — depuis Pale Rider, le cavalier solitaire (1985) — Clint Eastwood compose ici lui-même la musique du film ; Lennie Niehaus officie cependant comme chef d'orchestre. Kyle Eastwood participe également à deux morceaux. La musique est interprétée par l'orchestre symphonique de Boston. L'album est commercialisé par Malpaso Records et Warner Records.
Liste des titres
1. Mystic River - Main Title - 1:53
2. Abduction - 2:37
3. Communion / Katie's Absence - 2:02
4. Jimmy's Anguish - 3:08
5. Meditation # 1-Piano - 2:16
6. Orchestral Variation # 1 Of The Music From Mystic River - 7:34
7. Escape From The Wolves - 1:32
8. The Morgue - 2:03
9. Brendan's Love Of Katie - 1:30
10. Meditation # 2-Piano - 2:21
11. Dave's Past - 1:57
12. The Confrontation - 7:09
13. The Resolution - 3:15
14. A Full Heart - 2:53
15. Meditation # 3-Piano - 3:36
16. Orchestral Variation # 2 Of The Music From Mystic River - 3:26
17. Theme From Mystic River - 5:05
18. Cosmo / Kyle Eastwood - 5:30
19. Black Emerald / Kyle Eastwood - 2:00

## Accueil

### Accueil critique
Dès sa sortie en salles, Mystic River reçoit des critiques très positives. Sur l'agrégateur américain Rotten Tomatoes, il récolte 88% d'opinions favorables pour 206 critiques et une note moyenne de 7,77⁄10. Sur Metacritic, il obtient une note moyenne de 84⁄100 pour 42 critiques.
En France, le film obtient une note moyenne de 4,7⁄5 sur le site AlloCiné, qui recense 16 titres de presse.

### Box-office
Mystic River a rencontré un succès commercial, avec 156 822 020 $ de recettes mondiales (dont 90 135 191 $ de recettes aux États-Unis). Dans un premier temps distribué sur un circuit limité de salles sur le territoire américain (640 815 $ pour un cumul toute exploitation à 828 422 $ sur 13 salles), Mystic River prend la cinquième place du box-office le week-end de sa sortie avec 10 445 547 $, pour un total de 13 532 943 $. Il n'est jamais distribué au-delà de 1 581 salles aux États-Unis.
En France, où il est distribué jusqu'à 323 salles, Mystic River prend la troisième place du box-office avec 310 512 entrées. Il reste sept semaines dans le top 10 en ayant cumulé 1 108 780 entrées. Il finit son exploitation à 1 166 008 entrées.

## Distinctions principales
Source et distinctions complètes : Internet Movie Database

### Récompenses
Festival de Cannes 2003
- Prix Vulcain de l'artiste technicien attribué à Tom Stern, directeur de la photographie.

Oscars 2004
- Oscar du meilleur acteur (Sean Penn)
- Oscar du meilleur acteur dans un second rôle (Tim Robbins)

Golden Globes 2004
- Golden Globe du meilleur acteur dans un film dramatique (Sean Penn)
- Golden Globe du meilleur acteur dans un second rôle (Tim Robbins)

César 2004
- César du meilleur film étranger

American Film Institute Awards 2004
- Film de l'année

### Nominations
Festival de Cannes 2003en compétition pour la Palme d'or
Oscars 2004
- Oscar du meilleur film
- Oscar de la meilleure actrice dans un second rôle (Marcia Gay Harden)
- Oscar du meilleur réalisateur (Clint Eastwood)
- Oscar du meilleur scénario adapté (Brian Helgeland)

Golden Globes 2004
- Golden Globe du meilleur film dramatique
- Golden Globe du meilleur réalisateur (Clint Eastwood)
- Golden Globe du meilleur scénario (Brian Helgeland)

BAFTA 2004
- British Academy Film Award du meilleur scénario adapté (Brian Helgeland)
- British Academy Film Award du meilleur acteur (Sean Penn)
- British Academy Film Award du meilleur acteur dans un second rôle (Tim Robbins)
- British Academy Film Award de la meilleure actrice dans un second rôle (Laura Linney)

## Documentaire
En 2004, un documentaire nommé Mystic River: From Page to Screen est réalisé pour expliquer les coulisses du film.

## Commentaires
- Le film que regarde Tim Robbins à la télé est Vampires de John Carpenter.